# Unk
Unk, nom de scène d'Anthony Leonard Platt, né le 24 novembre 1981 à Atlanta (Géorgie) et mort dans la même ville le 24 janvier 2025, est un rappeur et disc jockey américain. Il est surtout connu pour le single à succès Walk It Out, issu de son premier album Beat'n Down Yo Block! publié en octobre 2006.

## Biographie
Anthony Platt est né le 24 novembre 1981 à Atlanta en Géorgie et lance sa carrière musicale en 1998. Après une rencontre avec DJ Jelly et DJ Montay, il rejoint leur entourage, les Southern Style DJs. Au début, ils exercent leurs talents de DJ dans des bals d'étudiants ou des fêtes dans toute la Géorgie. En 2000, Big Oomp signe Unk sur son label, Big Oomp Records. À cette période, Unk publiait déjà plusieurs mixtapes indépendantes dans la scène régionale. 
Au début de 2006, il publie une mixtape intitulée Oomp Camp Street Heat. Il participe par la suite à l'album On Top of Our Game des Dem Franchize Boyz, publié en février 2006,. Il publie son premier album, Beat'n Down Yo Block!, le 3 octobre 2006, chez Big Oomp Records, et est distribué par Koch Entertainment,. L'album atteint la 109e place du classement américain Billboard 200. La même année, Unk se popularise avec la publication de son single à succès Walk It Out issu de l'album. Deux ans plus tard, le 30 septembre 2008, il suit d'un deuxième album intitulé 2econd Season. L'album atteint la 104e place du Billboard 200. En août 2009, il est admis aux urgences après une crise cardiaque ; sur son compte Twitter, il confirme cette crise cardiaque et souhaite adopter un mode de vie plus sain.
Unk publie ensuite nombre de singles en 2014, une période durant laquelle il annonce la publication d'un nouvel album, intitulé Revamp.

## Discographie

### Albums studio
- 2006 : Beat'n Down Yo Block!
- 2008 : 2econd Season

### Mixtapes
- 2009 : Itsago the Mixtape Pt.1
- 2009 : Smoke On
- 2009 : ATL Off da Chain
- 2010 : Mi Batty Ah Ich Meh
- 2011 : Atlanta Twoles Bouncing
- 2012 : Playing With Twoles

### Singles collaboratifs
- 2007 : Rock On (Do the Rockman) (avec Montana Da Mac)
- 2007 : Magic City (Remix) (avec 2XL et Candy Hill)
- 2007 : Cupid Shuffle (Remix) (avec Cupid (en) et Fabo)
- 2007 : Hokey Pokey (avec Wine-O)
- 2007 : Video (avec Johntà Austin et Jermaine Dupri)
- 2009 : Le Fotzegulasch Antheme (avec Dschörmenni)